# Charietto
Charietto († 365) war ein römisch-germanischer Krieger und Feldherr des 4. Jahrhunderts n. Chr.
Charietto war ein Germane von ungewöhnlicher Körpergröße und Tapferkeit, der ursprünglich Anführer einer Räuberbande war, sich später jedoch friedlich in Augusta Treverorum (heute Trier) niederließ. Um gegen die immer häufiger werdenden Überfälle der östlich des Rheines lebenden Germanen etwas zu tun, kämpfte er zunächst um 355 auf eigene Faust, später in Diensten des römischen Caesar Julian gegen die in Gallien einfallenden Plünderer. Unter den germanischen Stämmen, gegen die er kämpfte, waren die Quaden und die Alamannen. Vermutlich um 358 ernannte ihn Julian zum comes utriusque Germaniae, ein wohl speziell für ihn geschaffenes Oberkommando über die Truppen in beiden germanischen Provinzen (Germania inferior und Germania superior). Er fiel 365 als Comes im Kampf gegen die Alamannen.
Seine Geschichte wird von Ammianus Marcellinus (17,10,5; 27,1,2–6), Eunapios (Fragment 18,3–5 [Blockley]) und Zosimos (3,7) erwähnt.